# 乌贾马
乌贾马（意为“博爱”）是一种社会主义意识形态，是坦桑尼亚革命党领袖朱利叶斯·尼雷尔在1961年坦噶尼喀（1964年与桑给巴尔合并为坦桑尼亚）脱离英国独立后制定的社会和经济发展政策的基础。
在更广泛的意义上，乌贾马可能意味着“合作经济”，即“当地人互相合作，提供生活必需品”，或者“建立和维护我们自己的商店、店铺和其他企业，并共同从中获利”。